# Cryptus rugifrons
Cryptus rugifrons là một loài tò vò trong họ Ichneumonidae.